# Anisophyllea nitida
Anisophyllea nitida là một loài thực vật]] thuộc họ Anisophylleaceae. Đây là loài đặc hữu của Malaysia.